# Pedal de bicicleta

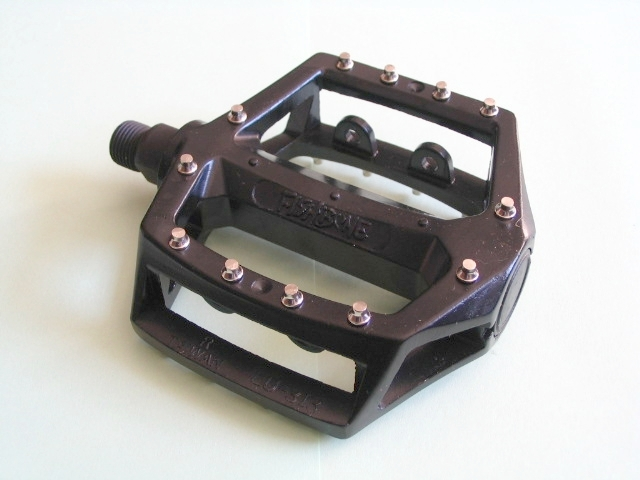
Pedal amb enganxalls.

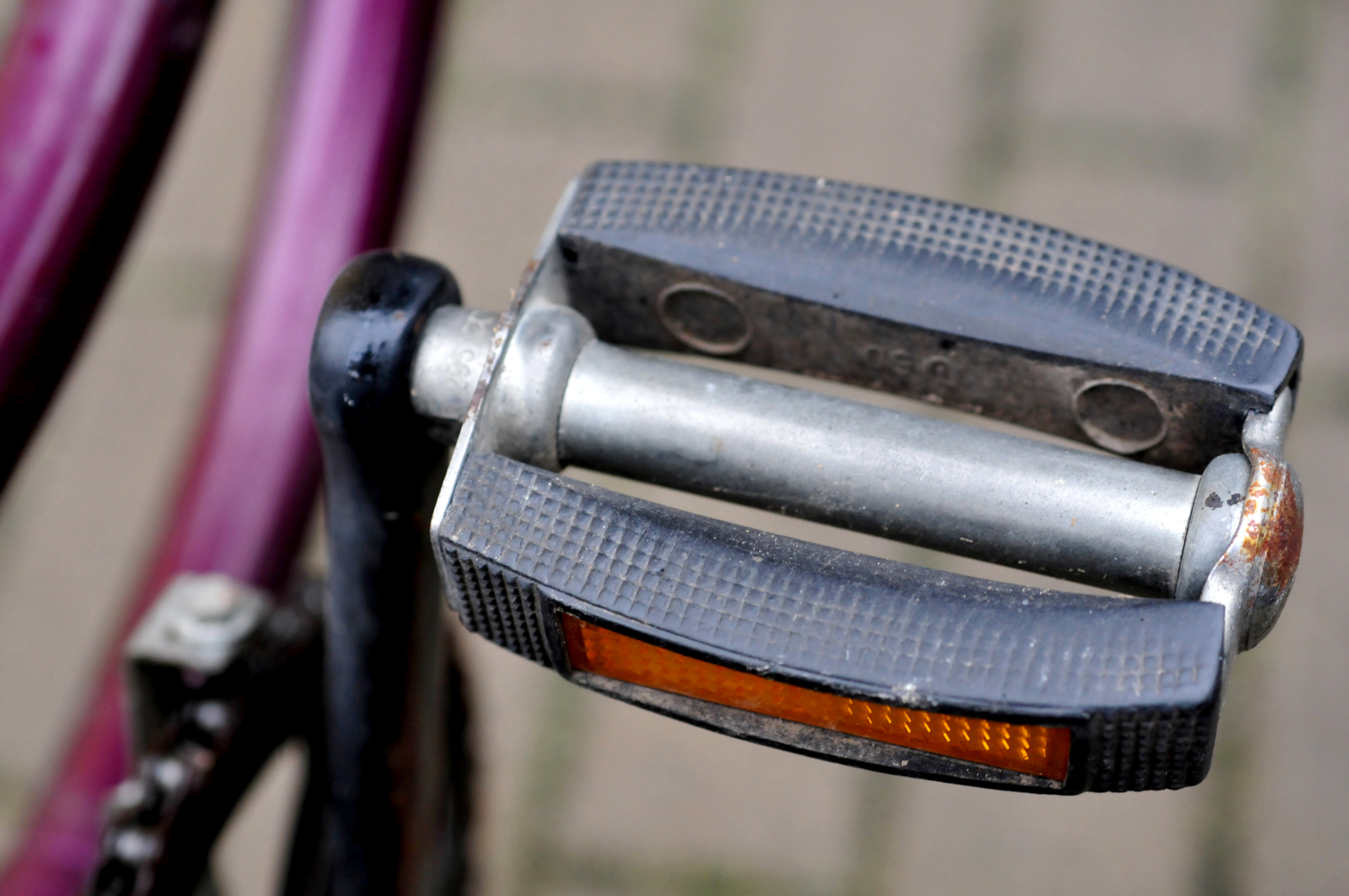
Pedal normal

Un pedal de bicicleta és un estri de suport que contenen les bicicletes des de 1860 fins avui dia. Els pedals giren sobre un eix ancorat a la biela. Els pedals estan compostos bàsicament per dues parts: part de suport, en la qual es recolzen els peus, i l'eix, en el qual es recolza la part de suport i l'eix també subjecta el pedal a la biela. Els pedals antigament estaven fabricats en fusta i ferro, però a poc a poc han anat evolucionant fins a arribar a ser de plàstic, ferro, alumini i fibra de carboni.
Els pedals més bàsics són una plataforma de plàstic o metall i poden rotar per adaptar-se a la posició del peu. Una evolució van ser els reposapeus o els clips. El peu es pot enganxar per aplicar esforç durant la pujada del pedal. Pot ser una peça rígida de plàstic o una subjecció mitjançant tires de cuir o un altre material. Actualment sol ser relegats en favor dels pedals automàtics, que s'enganxen a una sabatilles específiques per a ciclisme. Aquest enganxament no es deixa anar en aixecar el peu i està dissenyat per a deixar-se anar amb un moviment lateral. Hi ha diversos estàndards. Les sabatilles més de l'enganxament són més rígides per aplicar l'esforç. En bicicleta de muntanya s'adopta una solució de compromís per poder caminar amb elles amb més o menys comoditat. Mas rigidesa millor eficiència de pedaleig i per caminar, sobretot per terreny difícil és millor que la sabatilla sigui flexible.